# Bandeira de Resplendor
A bandeira de Resplendor é um dos símbolos do município brasileiro supracitado, localizado no interior do estado de Minas Gerais. Constitui-se do brasão da cidade centralizado em três faixas verticais de igual dimensão e de cores vermelho, branco e verde.
O azul claro representa o céu, a paz e a espiritualidade; o branco equivale à água, à vida e à paz; o amarelo é a luz e a riqueza (ouro), ilustrando duas das principais fontes de renda agrícola de Resplendor (o arroz e o milho); o vermelho reproduz a religião, o trabalho e ações; e o azul escuro simboliza o relevo montanhoso do município.